# Rukojnie
Rukojnie (lit. Rukainiai) – wieś na Litwie, w okręgu wileńskim, w rejonie wileńskim, stolica gminy Rukojnie.
Siedziba rzymskokatolickiej parafii św. Michała Archanioła w Rukojniach.
Współcześnie w skład miejscowości wchodzą także dawne zaścianek Borowo oraz wieś Smolanka.

## Historia
Pierwsza wzmianka pochodzi z w 1435. Od 1538 istniał tu kościół katolicki, a od 1744 parafia. W Rzeczypospolitej Obojga Narodów leżały w województwie wileńskim, w powiecie wileńskim. Były własnością kapituły wileńskiej. Odpadły od Polski w wyniku III rozbioru.
Pod zaborami miasteczko, folwark i karczma; w II Rzeczypospolitej miasteczko, folwark i kolonia. W XIX i w początkach XX w. położone były w Rosji, w guberni wileńskiej, w powiecie wileńskim. Siedziba w gminy Rukojnie i okręgu wiejskiego. Po I wojnie światowej pod administracją polską, w Zarządzie Cywilnym Ziem Wschodnich. W latach 1920–1922 w składzie Litwy Środkowej.
Od 11 kwietnia 1922 leżały w Polsce, w województwie wileńskim, w powiecie wileńsko-trockim, do 1 kwietnia 1927 w gminie Rukojnie, następnie w gminie Rudomino. W 1931 miejscowości liczyły:
- miasteczko Rukojnie – 550 mieszkańców, zamieszkałych w 103 budynkach,
- folwark Rukojnie – 7 mieszkańców, zamieszkałych w 2 budynkach,
- kolonia Rukojnie – 20 mieszkańców, zamieszkałych w 4 budynkach,
- zaścianek Borowo – 21 mieszkańców, zamieszkałych w 4 budynkach,
- wieś Smolanka – 89 mieszkańców, zamieszkałych w 16 budynkach[5].

Po II wojnie światowej w granicach Związku Sowieckiego. Od 1991 na niepodległej Litwie.
11 października 2024 prezydent Litwy Gitanas Nausėda nadał wsi herb.

### Walki w Rukojniach
W grudniu 1812 odbyły się tu walki w ramach Bitwa o Wilno pomiędzy wojskami francusko-polskimi a rosyjskimi.
W maju 1919 odbyły się tu walki podczas walk pod Wilnem w ramach wojny polsko-bolszewickiej.

## Ludzie związani z miejscowością
- ks. Paweł Ksawery Brzostowski – polski duchowny rzymskokatolicki; proboszcz w Rukojniach w latach 1825-1827[3]
- Stefan Kozłowski – podporucznik piechoty Wojska Polskiego; poległ w Rukojniach w 1919 w czasie walk o Wilno
- Tadeusz Wasąg − polski chemik, profesor; ur. w 1926 w Rukojniach
- Maria Rekść – polska działaczka samorządowa na Litwie; księgowa w sowchozie w Rukojniach (1977-1988) i główny sekretarz gminy Rukojnie (1988-2003)

## Galeria

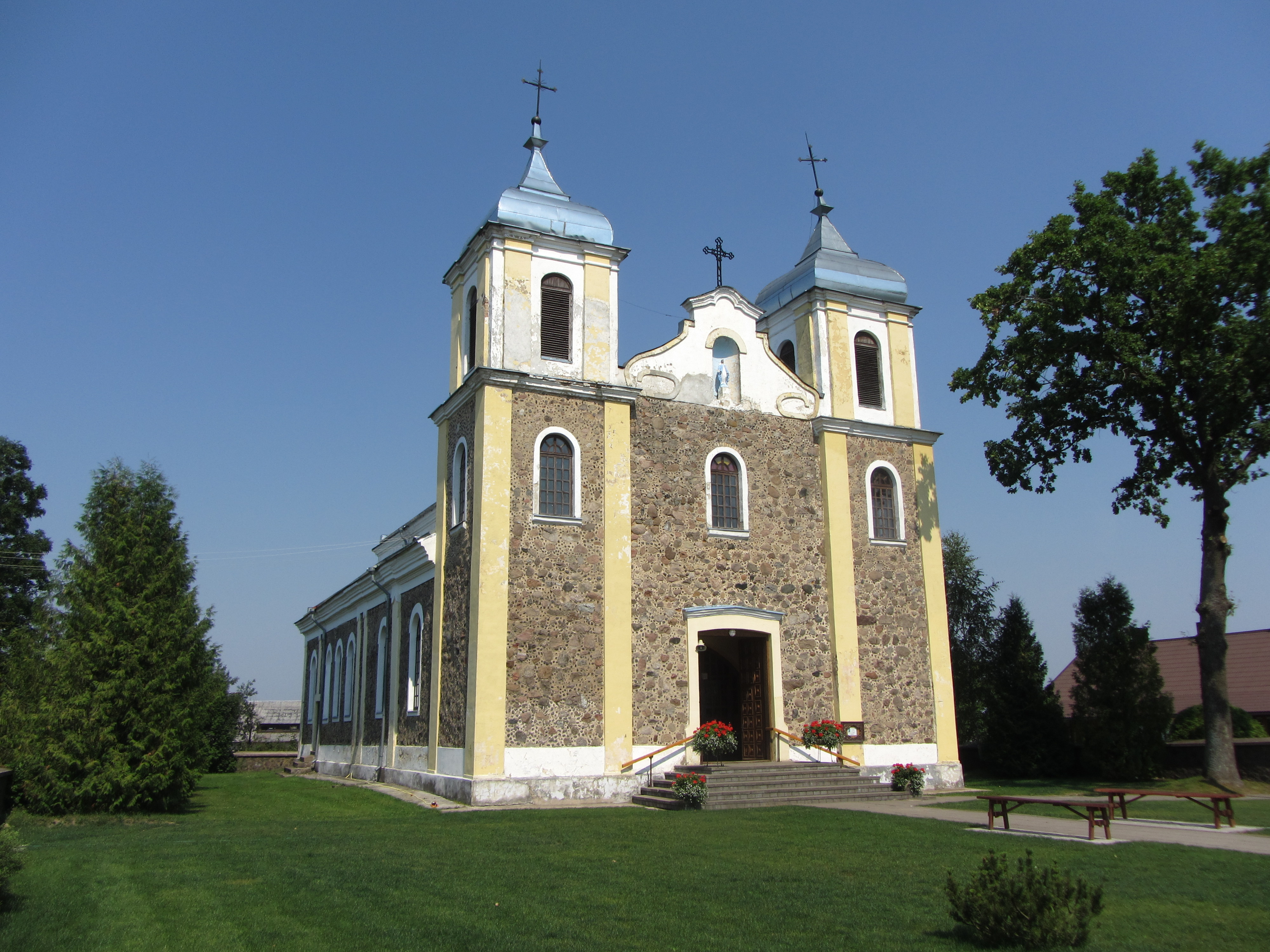
kościół katolicki
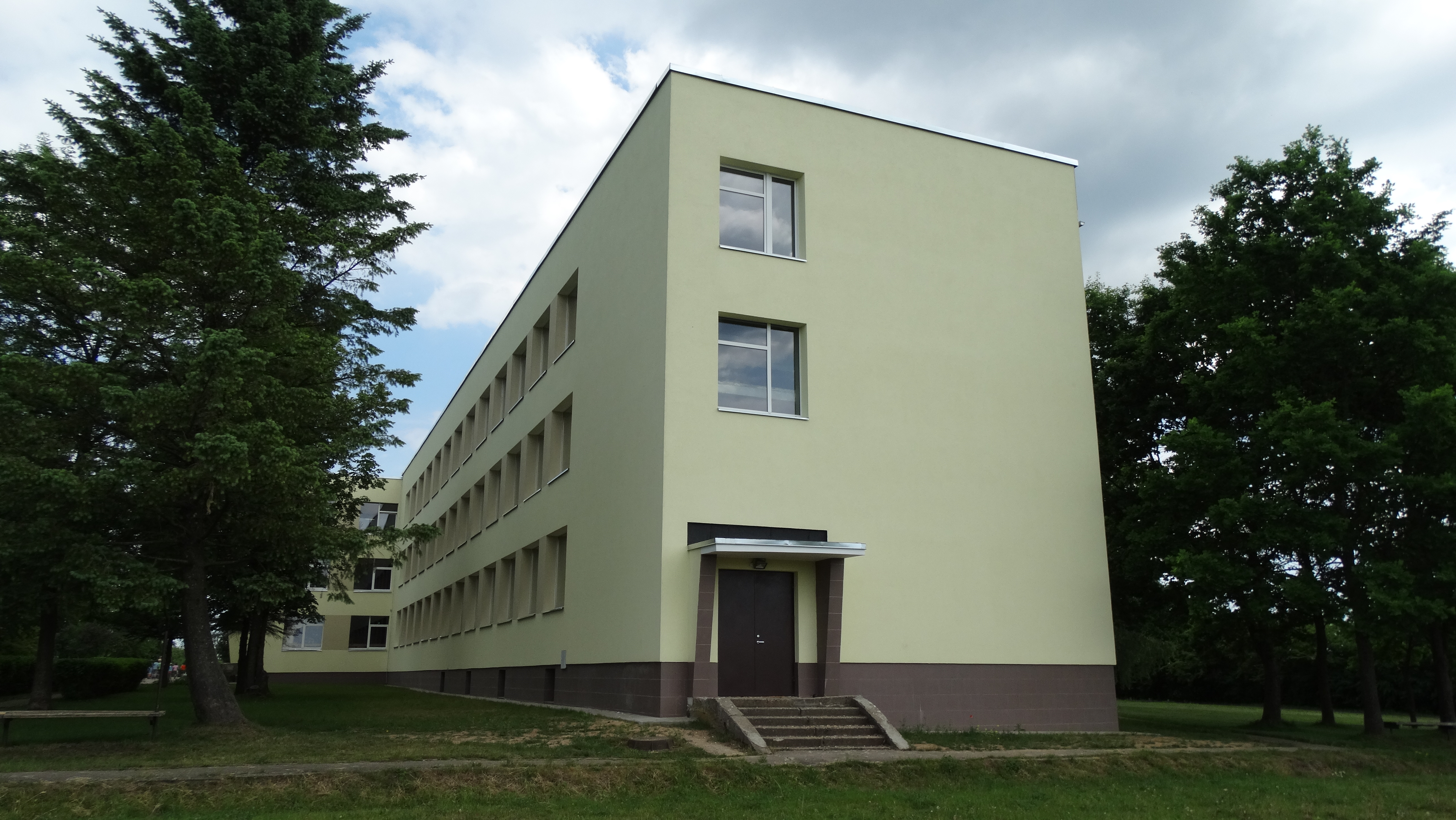
szkoła
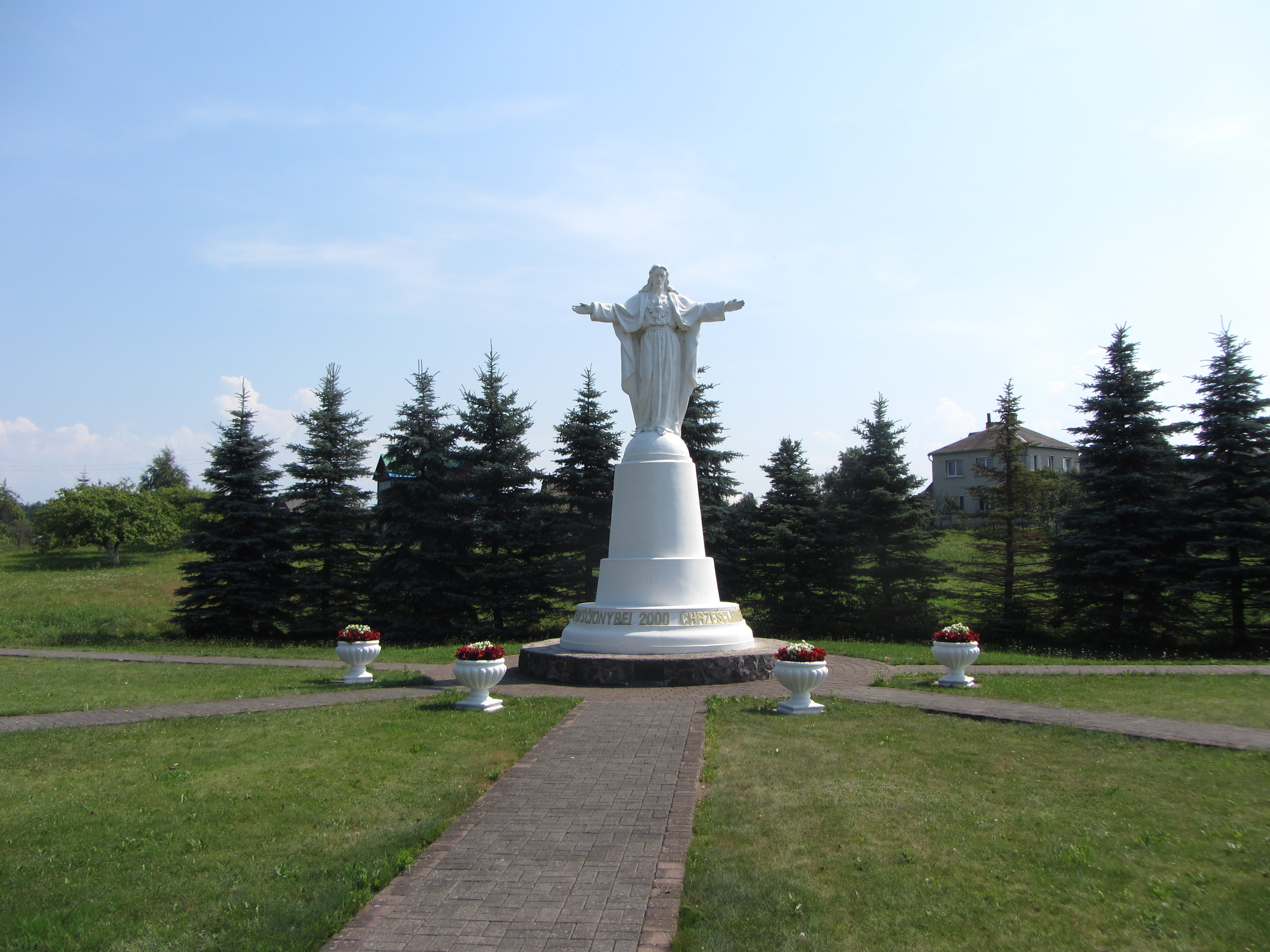
statua Chrystusa
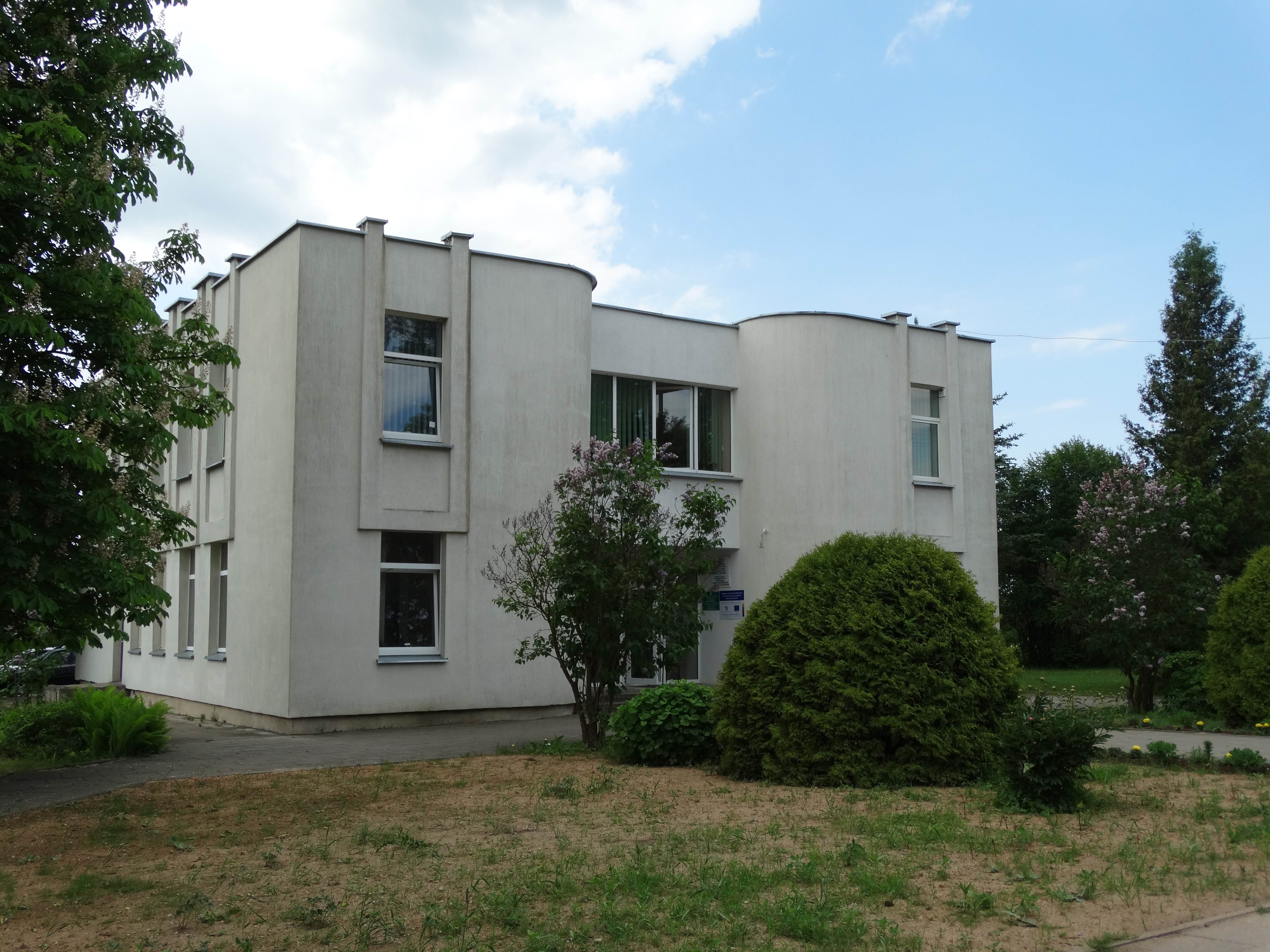
urząd gminy
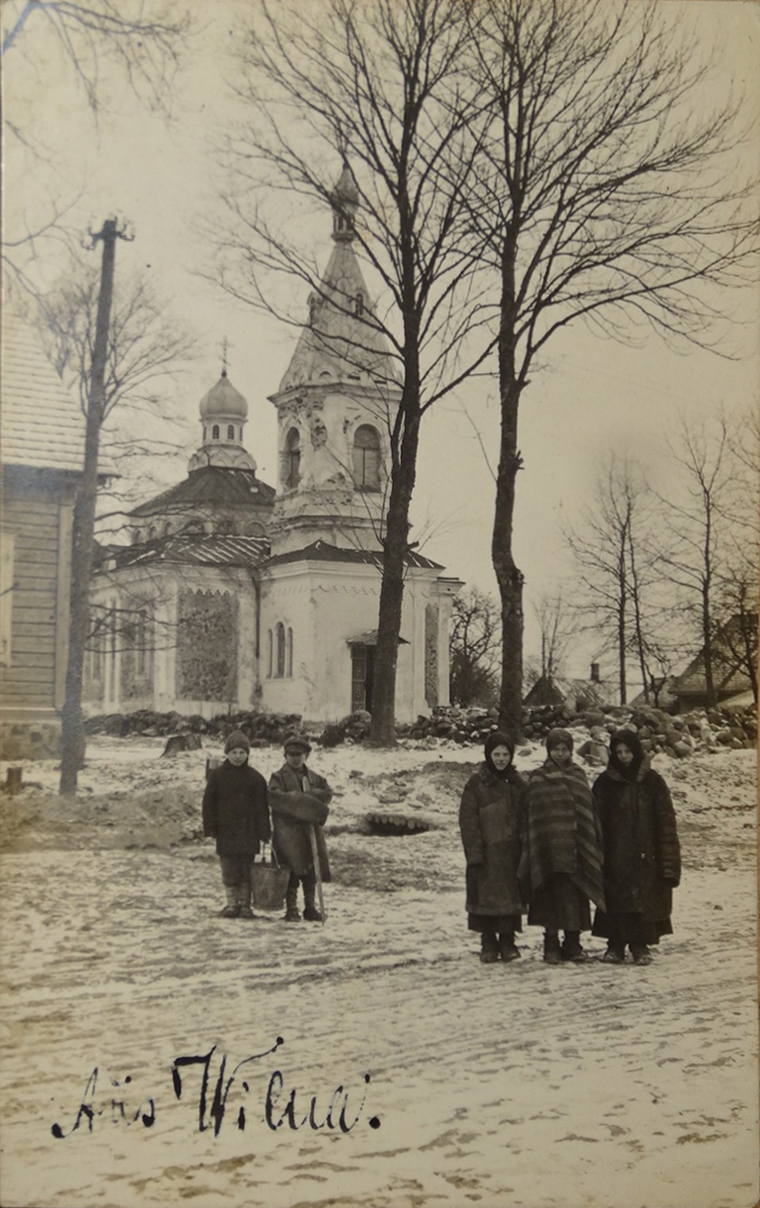
cerkiew w 1916